# 恆河沙
恆河沙或恆河砂，佛教經典中常以恆河（玄奘譯為殑伽河）裡的砂石細碎且數量之多比喻數之極多，是一類數量用詞；也作恆沙、殑伽河沙、殑伽沙、弶伽河沙、恒伽沙等。

## 概論

### 譬喻
恆河（羅馬化：Gangā），為印度五大河之一，發源於西藏的喜馬拉雅雪山，向東南流，注入孟加拉灣。其源高且遠，其河寬且長，河中的沙，又細又多，超過世界諸多河流，又因為是天竺（古印度）諸國的共同的聖河，爲大家所悉知悉見，所以佛說法時，常以恆河沙譬喻極多之數，有“像恆河的砂子這麼多”的意思，爲概數表述。

### 數量單位
恆河沙亦为印度大数之一，恒河沙作為數量單位，其具體爲多少，依不同的時代和地區有著不同的說法，到現在人們仍然對其的解釋有分歧。通常指1052（現行）到1056的數量值。除了“恒河沙”，又有“十恒河沙”、“百恒河沙”、“千恒河沙”三個單位。
後隨佛教引入中國，爲中國古數學所用；也進入了漢語成語。「恆河沙數」便是指數值大不可數。